# 鶴田町立菖蒲川小学校
鶴田町立菖蒲川小学校（つるたちょうりつ しょうぶかわしょうがっこう）は、かつて青森県北津軽郡鶴田町大字菖蒲川にあった公立小学校。2019年度（閉校時点）の児童数は38名。

## 概要
鶴田町菖蒲川地区にあり、菖蒲川・大性・鶴泊地区を学区としていた。主な進学先は、鶴田中学校。

## 沿革
- 1877年（明治10年） - 仮校舎として創立・開校。
- 1881年（明治14年）6月 - 鶴泊道の北側に、校舎新築。
- 1887年（明治20年） - 小学校令改正で、菖蒲川尋常小学校に改称。
- 1891年（明治24年）8月 - 校舎狭隘により三間(5.4m)×四間(7.2m)の教室増築。
- 1895年（明治25年）9月 - 校舎の破損が激しくなった為、四間×八間(14.4m)の校舎増築したほか、三間×二間(3.6m)の2階建の古屋を購入し、校舎の西側に教員住宅増築。
- 1902年（明治35年）9月 - 特殊学級開始。
- 1904年（明治37年）4月 - 校地校舎狭隘と飲料水不足により、菖蒲川字一本柳79番地に敷地購入。
- 1906年（明治39年）
  - 8月 - 校舎新築着工。
  - 12月2日 - 校舎落成移転。
- 1911年（明治44年）9月 - 便所改築。
- 1919年（大正8年）5月 - 敷地10アール購入し、校地拡張。
- 1920年（大正9年）5月 - 西側校舎に隣接して、2階建2教室増築。
- 1923年（大正12年）9月 - 両便所増築。
- 1926年（大正15年）4月1日 - 鶴田尋常高等小学校菖蒲川分教場に改称。
- 1934年（昭和9年）4月1日 - 校庭にブランコ設置。
- 1939年（昭和14年）8月30日 - 保安農業協同組合[2]より、国旗掲揚台が寄贈される。
- 1941年（昭和16年）4月1日 - 国民学校令により菖蒲川国民学校に改称。
- 1947年（昭和22年）
  - 4月1日 - 新学制施行により、鶴田町立菖蒲川小学校に改称。
  - 8月 - 4教室増築工事着手。
- 1948年（昭和23年）
  - 5月 - 増築工事落成、保安橋北側に運動場設置。
  - 10月13日 - 校舎諸破修理、玄関・井戸小屋改築、西側の便所改築工事着工。
  - 11月27日 - 諸工事竣工。工事費30万円は、PTA予算から捻出した。
- 1950年（昭和25年）
  - 2月20日 - 校歌制定、披露学芸会開催。
  - 5月10日 - 校旗樹立式挙行。
- 1951年（昭和26年）
  - 3月 - 校舎南側畑地660平方メートルを買収し、校地拡張。講堂・井戸などの内部改造工事等竣工（1950年（昭和25年）8月12日着工）。
  - 12月 - 両便所改築。
- 1952年（昭和27年）
  - 8月 - 校舎土台挙げ工事竣工。
  - 11月 - 校舎北側の土地約33平方メートルを買収し、東側と共に、排水溝を建設。
- 1953年（昭和28年）4月 - 中央校舎2階教室を改造し、図書室設置。
- 1954年（昭和29年）
  - 9月 - 校庭狭隘の為、2429平方メートル拡張。
  - 11月9日 - 西側校舎屋根トタン張り工事完了。
- 1955年（昭和30年）1月30日 - 職員室床板を補強。
- 1957年（昭和32年）
  - 3月 - 職員室隣の物置を校長室兼応接室に改造。
  - 12月23日 - 南側に4教室増築。
- 1962年（昭和37年）10月22日 - 新校舎階下南側教室を給食室に改造する工事と諸般設備完了し、完全給食実施。
- 1964年（昭和39年）10月 - 旧校舎屋根塗装。
- 1968年（昭和43年）2月 - センター方式による学校給食開始[3]。
- 1981年（昭和56年） - 現在地に、新校舎完成[4]。
- 2011年（平成23年） - 屋内運動場の耐震補強工事実施[5]。
- 2019年（令和元年）12月7日 - 本校体育館にて、閉校式典挙行[6]。
- 2020年（令和2年）3月31日 - 鶴田小学校に統合され、閉校[7]。

## 交通
- JR五能線鶴泊駅から、約1.8km・徒歩約30分。
- 弘南バス「弘前～五所川原線」で、菖蒲川バス停下車後、約400m・徒歩8分。

## 周辺
- 岩木川
- 国道339号